# لری هولمز
لری هولمز (به انگلیسی: Larry Holmes) (متولد ۳ نوامبر ۱۹۴۹) بوکسور حرفه ای آمریکایی و قهرمان سابق سنگین‌وزن بوکس جهان بود. او در ایستون پنسیلوانیا رشد کرد و به همین دلیل به او لقب «قاتل ایستون» داده بودند.
هولمز، که عنوان برترین ضربه چپ را در بین بهترین‌های تاریخ بوکس جهان کسب کرده است، عنوان قهرمان سنگین‌وزن جهان را از سال ۱۹۷۸ تا ۱۹۸۳، مجله رینگ و عناوین سنگین‌وزن را از ۱۹۸۰ تا ۱۹۸۵، و عنوان افتتاحیه IBF سنگین‌وزن از سال ۱۹۸۳ تا سال ۱۹۸۵ را در اختیار داشت. در دوران سلطنت خود، وی از ۱۹ عنوان مبارزه دفاع کرد، دومین نفر در تاریخ پس از پشت جو لوئیس. او همچنین رکورد طولانی‌ترین رکورد عنوان قهرمانی نیمه سنگین‌وزن را در تاریخ بوکس مدرن دارد. هولمز از بین ۵ بوکسور برتر دنیا (جو فریزر، کن نورتون، لئون اسپینکز و تروور بربیک به همراه خودش) که برای غلبه بر محمد علی کلی در مبارزه شرکت کرده و به روی رینگ رفته‌اند، "تنها کسی است که محمد علی کلی را متوقف کرده است.
همچنین لری هولمز نتوانست هیچگاه در دو مسابقه رفت و برگشت از سد مایکل اسپینکز بگذرد.
هولمز ۴۸ مسابقه اول دوران حرفه ای اش را برنده شده است، از جمله پیروزی بر کن نورتون، محمد علی، ارنی شاورز، مایک ویور، گری کانی، تیم ویترسپون، کارل ویلیامز و مارویس فرازیر پیروز شد. وقتی که در سال ۱۹۸۵ او برای شکست رکورد شغلی راکی مارسیانو (۴۹–۰) یورش برد و به مصاف مایکل اسپینکز رفت، در اثر مصدومیت موفق به کسب پیروزی نشد. هولمز پس از از دست دادن یک مسابقه برگشت به اسپینکز در سال بعد بازنشسته شد، اما باز هم شکست تکرار شد. وی در سه تلاش دیگر (علیه مایک تایسون در سال ۱۹۸۸، ایواندر هالیفیلد در ۱۹۹۲ و الیور مک کال در ۱۹۹۵) برای به دست آوردن عنوان سنگین‌وزن جهان ناموفق بود. هولمز برای آخرین بار در سال ۲۰۰۲، در سن ۵۲ سالگی، مقابل اریک اش (به انگلیسی: Eric Esch) مبارزه کرد و کار خود را با رکورد ۶۹ برد و ۶ باخت به پایان رساند. وی غالباً به عنوان یکی از بزرگ‌ترین قهرمان‌های سنگین‌وزن در تمام دوران شناخته می‌شود و در تالار بین‌المللی مشاهیر بوکس و تالار مشاهیر جهانی بوکس عضو شده است.

## اوایل زندگی
هولمز چهارمین از دوازده فرزند جان و فلوسی هولمز بود. پس از انتقال خانواده به ایستون، پنسیلوانیا در سال ۱۹۵۴، پدر هولمز به کانکتیکات رفت. او تا زمان مرگش در سال ۱۹۷۰ به عنوان یک باغبان در آنجا مشغول به کار بود. او هر سه هفته یکبار به خانواده اش سر می‌زد. فلوسی هولمز می‌گفت: "او ما را رها نکرد." "او فقط چیزی برای دادن نداشت."
لری برای کمک به حمایت از خانواده خود، وقتی در کلاس هفتم بود ترک تحصیل کرد و با مزد یک دلار در ساعت در یک کارواش به کار پرداخت. وی بعداً راننده یک کامیون کمپرسی شد و در معادن کار کرد.

## دوره آماتور
وقتی هولمز نوزده ساله شد، شروع به بوکس کرد. وی در بیست و یکمین مسابقه خود، در بیستم و یکمین مسابقه خود، در نیمه نهایی رقابت‌های ملی المپیک ۱۹۷۲ در فورت ورث، تگزاس، مقابل نیک ولز قرار گرفت. ولز، با بیشترین تعداد برد با ناک اوت در راند اول، در راند اول مقابل هولمز با نتیجه ناک اوت متوقف شد. با این وجود، هولمز توسط کمیته مقامات ملی المپیک انتخاب شد تا در بوکس آف المپیک در وست پوینت، نیویورک مبارزه کند، جایی که وی در مقابل دوان بابیک (Duane Bobick) قرار گرفت. هولمز در راند اول با ضربه راست به سرش به زمین افتاد. او از برخاست و از فاصله دور شروع به رقص پا کرد و چندین ضربه فرود آورد. بابیک در دور دوم هولمز را دفع کرد اما نتوانست او را متوقف کند. داور دو بار به هلمز اخطار داد. در راند سوم، بابیک شروع به زدن هولمز کرد. سرانجام، هولمز باخت.

## دوره حرفه ای
سال‌های اول
هولمز پس از گردآوری سابقه بوکس آماتوری (۱۹ برد و ۳ باخت)، در ۲۱ مارس ۱۹۷۳ به یک بوکسور حرفه ای تبدیل شد و در مقابل رودل دوپری در یک مسابقه ۴ راندی پیروز شد. در اوایل کار خود به عنوان حریف تمرینی محمد علی، جو فریزر، ارنی شاورز و جیمی یانگ کار کرد. او خوب آبدیده و صیقلی شد و چیزهای زیادی آموخت.
هولمز اولین پیروزی و اعتبار خود را در مارس ۱۹۷۸ با پیروزی مقابل ارنی شاورز به دست آورد. هولمز طی یک ست دوازده راندی پیروز شد و این پیروزی مسیر هولمز را برای عنوان قهرمان سنگین‌وزن WBC (شورای جهانی بوکس)، کن نورتون در لاس وگاس در ۹ ژوئن سال ۱۹۷۸، هموار کرد.
قهرمانی سنگین‌وزن WBC: هولمز در مقابل نورتون

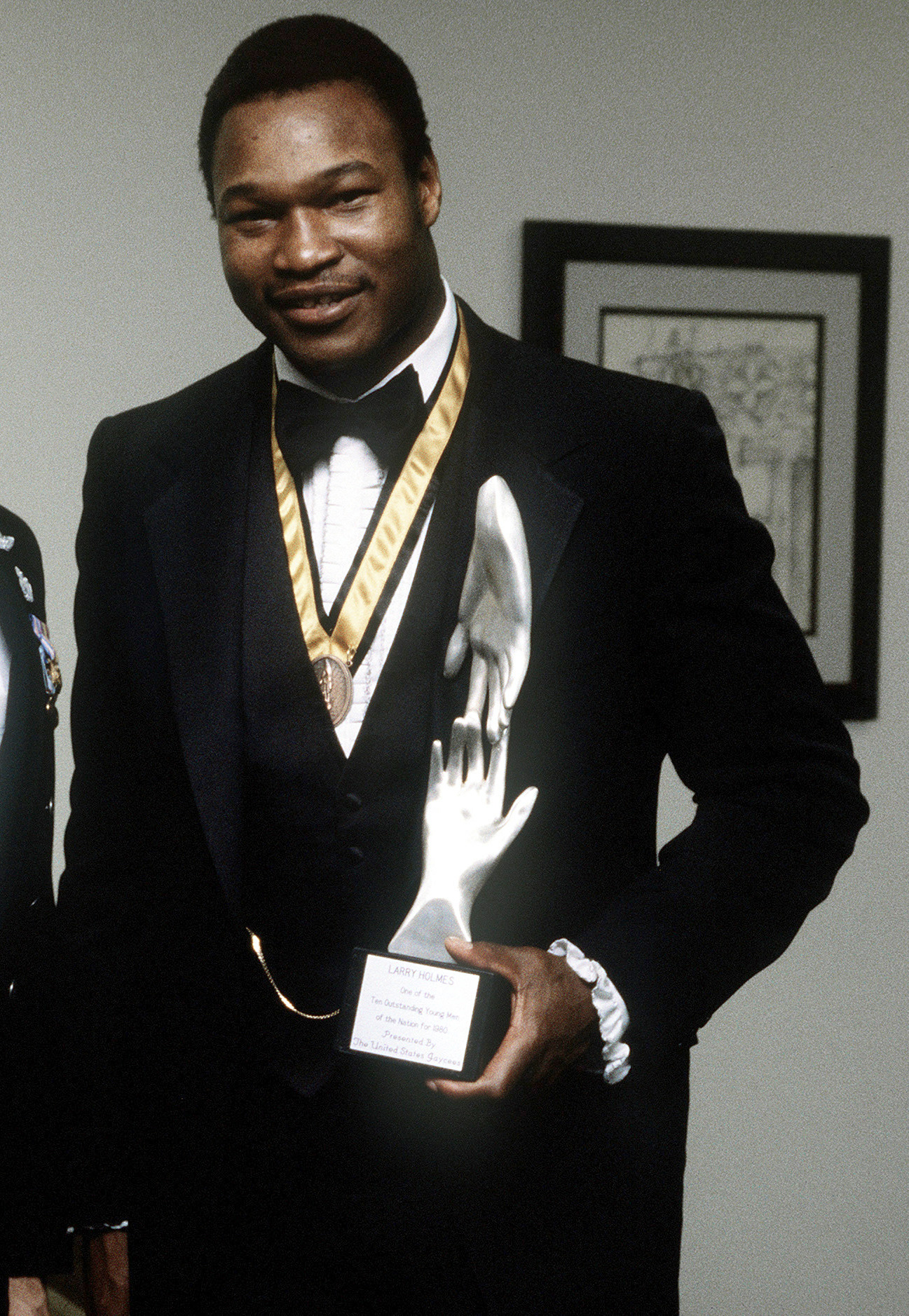
لری هولمز در سال ۱۹۷۹

جنگ بین هولمز و نورتون یک جنگ سخت و رقابتی بود. پس از چهارده راند، هر سه داور مسابقه در هر دو مسابقه حتی در هر ۷ مسابقه به گل رسیدند. هولمز در اواخر پانزدهم به مصاف هم رفت تا در دو کارت امتیازی به پیروزی برسد و عنوان را با تصمیم تقسیم برنده کند.
در دو دفاع اول عنوان خود، هولمز به راحتی آلفردو اوانجلیستا (Alfredo Evangelista) و اوسی اوکاسیو (Ossie Ocasio) را ناک اوت کرد. دفاع سوم از عنوانش برای او دفاع سختی بود. در ۲۲ ژوئن سال ۱۹۷۹، هولمز با مایک ویور (Mike Weaver) قهرمان آینده وزن سنگین‌وزن WBA روبرو شد، که فکر می‌کرد به راحتی که با یک رکورد غیرقابل تحمل ۱۹–۸ وارد جنگ شود. هولمز پس از ده راند سخت، ویور را با یک آپرکات راست در اواخر راند یازده انداخت. در راند دوازدهم، هولمز بلافاصله حمله را انجام داد، ویور را روی طناب‌ها انداخت و او را با قدرت هر چه تمام زیر مشت گرفت تا اینکه داور آن را متوقف کرد. هولمز گفت: "این مرد شیطان بیرون منو ناک اوت کرد" "این مرد ممکن است قبل از امشب اعتباری نداشته باشد، اما شما اکنون به او احترام قائلید".
سه ماه بعد، در تاریخ ۲۸ سپتامبر ۱۹۷۹، هولمز با ارنی شاورز یک بازی برگشت داشت. شاورز کن نورتون در راند اول ناک اوت کرده بود. هولمز در شش راند اول جلو بود، اما در هفتمین راند، شاورز هولمز را با یک راست قوی انداخت. هولمز برخاست، آن راند را تمام کرد و در راند یازدهم بر شاورز غلبه کرد.
سه دفاع بعدی وی ناک اوت لورنزو زانون، لروی جونز و اسکات لدوکس بود.
در تاریخ ۲ اکتبر ۱۹۸۰ در هتل سزار پالاس لاس وگاس، هولمز از عنوان خود در برابر محمد علی کلی دفاع کرد که در تلاش برای تبدیل شدن به اولین قهرمان چهار وزن جهانی سنگین‌وزن از بازنشستگی خارج شد. هولمز از ابتدا تا پایان بر علی مسلط شد و در هر رده‌بندی برنده هر دور شد. در پایان دور دهم، مربی علی، آنجلو داندی، مبارزه را متوقف کرد. این تنها باخت علی بدون «اعلام باخت» داور بود. بعد از مبارزه، هولمز توسط مجله رینگ به عنوان قهرمان جهانی سنگین‌وزن شناخته شد.
علی عملکرد ضعیف خود را مربوط داروهای تیروئیدی که مصرف کرده بود ربط داد و ادعا کرد که این امر به کاهش وزن کمک کرده است (وزن او ۲۱۷ درجه بود، کمترین وزن وی از زمان جنگ با جورج فورمن در ۱۹۷۴).
به نظر می‌رسید که هولمز در مجازات علی در حین مبارزه، علائم پشیمانی یا حداقل غم و اندوه را نشان می‌داد. او در مصاحبه پس از مبارزه با چشمان اشکبار ظاهر شد. وقتی از وی سؤال شد که چرا گریه می‌کند، گفت که او به علی «کلّی» احترام قائل و «او امروز یکی از بدترین مسابقات سنگین‌وزن جهان را انجام داد، و شما نمی‌توانید از اعتبار او (محمد علی) چیزی کم کنید».
بعد از هشت ناک اوت متوالی، هولمز مجبور شد برای دفاع از عنوان قهرمانی خود به روی رینگ برود و در ۱۱ آوریل ۱۹۸۱ با موفقیت در برابر قهرمان آینده WBC سنگین‌وزن، تروو بربیک (Trevor Berbick) بایستد. ۲ ماه بعد در مسابقه بعدی، هولمز در سه راند قهرمان غیرقابل انکار جهانی رده سنگین‌وزن، لئون اسپینکز را در راند سوم ناک اوت کرد. در ۶ نوامبر ۱۹۸۱، هولمز رنالدو اسنیپز را در راند یازدهم حذف کرد.
هولمز در مقابل جری کوونی
در ۱۱ ژوئن ۱۹۸۲، هولمز از عنوان خود در برابر جری کوونی (به انگلیسی: Gerry Cooney)، نامزد شماره ۱ نامزد و ایرلندی-آمریکایی دفاع کرد. پیشروی این مبارزه غلبه‌های نژادی زیادی داشت. هولمز گفت که اگر کوونی سفید نبود، او همان کیف پول قهرمانی را بدست نمی‌آورد (هر دو بوکسور ۱۰ میلیون دلار برای این دوره از مسابقات دریافت کردند). اگرچه کوونی تلاش کرد تا سوالات مربوط به نژاد را از بین ببرد، اعضای هواداران وی پیراهن‌هایی را پوشیدند که رویش نوشته بود: "نه یک مرد سفید، بلکه مرد درست" ("Not the White Man, but the Right Man"). رئیس‌جمهور رونالد ریگان یک تلفن در رختکن کوونی نصب کرده بود تا در صورت پیروزی در این جنگ بتواند با او تماس بگیرد. سرانجام، طبق سنت بوکس که نام قهرمان در آخر اعلام می‌شود، رقیب کوونی، در آخر معرفی شد.
این دوره از مسابقات در سالن ۳۲۰۰۰ نفری هتل-قصر سزار پالاس برگزار شد و میلیون‌ها نفر دیگر در سراسر جهان تماشا کردند. هولمز پس از یک راند اول بی نظیر، در ثانیه‌های اول راند دوم، هولمز، کوونی را با ضربه راست انداخت. کوونی در دو دور بعدی به خوبی برگشت، هولمز را با هوک چپ قدرتمند خود جبران کرد. هولمز بعداً گفت که کوونی "مشت لعنتی رو به شدت به من زد، من صدای "بوووم" رو تو استخوان‌هایم احساس کردم" در راند دهم، آنها مشتاقانه صرباتی رد و بدل کردند. در پایان راند، این دو با احترام دستهاشون رو به یکدیگر گره زدند. کوونی به دلیل ضربات کم در یازدهم، امتیاز دیگری را از دست داد. در آن زمان، هولمز با سهولت در حال فرود آمدن بود. در راند سیزدهم، با یک ضربه راست مستقیم کوونی افتاد. او برخاست، اما مربی وی، ویکتور وال، پا به رینگ گذاشت و مبارزه را متوقف کرد.
پس از مبارزه، هولمز و کوونی دوستان خیلی صمیمی هم شدند.

## زندگی بعد از بوکس

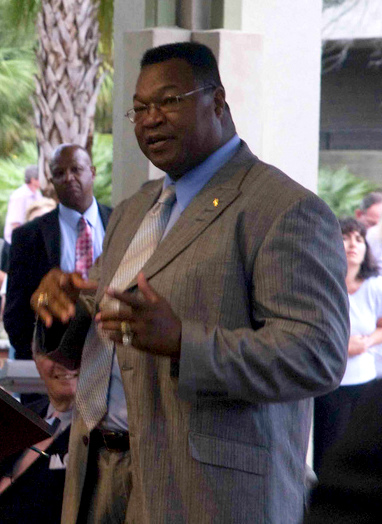
هولمز در سال ۲۰۱۰

هولمز پولی را که از بوکس کسب کرده بود سرمایه‌گذاری کرد و در زادگاهش ایستون مستقر شد. هنگامی که از بوکس بازنشسته شد، هولمز بیش از ۲۰۰ نفر را از طریق دارایی‌های مختلف تجاری خود استخدام کرد. در سال ۲۰۰۸، او صاحب دو رستوران و یک کلوپ شبانه، یک مرکز آموزشی، یک مجتمع اداری، یک تولید غذای میان‌وعده و اسلات بود.
در سال ۲۰۱۴، هولمز مجموعه تجاری خود را در ایستون به کارآفرین تجاری جرالد گورمن، مدیرعامل Lawyer.com فروخت.
در سال ۲۰۱۶، بعنوان بازیگر مهمان در اپیزودی از زندگی و اسرار مایک تایسون عنوان «موقعیت‌های حل نشده» در نقش خود بازی کرد.

## افتخارات
در سال ۲۰۰۸ هولمز به عضویت تالار بین‌المللی مشاهیر بوکس نائل شد.

## کارنامه بوکس حرفه ای
| خلاصه بوکس حرفه‌ای |        |        |
| ۷۵ مبارزه         | ۶۹ بُرد | ۶ شکست |
| با ناک‌اوت         | ۴۴     | ۱      |
| با تصمیم داور     | ۲۵     | ۵      |

| ردیف | نتیجه | رکورد | حریف               | ثبت | زاند، زمان    | تاریخ           | مکان                                                                 | شرح                                                                   |
| ---- | ----- | ----- | ------------------ | --- | ------------- | --------------- | -------------------------------------------------------------------- | --------------------------------------------------------------------- |
| ۷۵   | Win   | ۶۹–۶  | اریک اش            | UD  | ۱۰            | Jul 27, 2002    | Scope, Norfolk, Virginia, U.S.                                       |                                                                       |
| ۷۴   | Win   | ۶۸–۶  | مایک ویور          | TKO | 6 (10), ۰:۴۵  | ۱۷ نوامبر ۲۰۰۰  | Coast Coliseum, Biloxi, Mississippi, U.S.                            |                                                                       |
| ۷۳   | Win   | ۶۷–۶  | جیمز اسمیت         | TKO | 8 (10), ۲:۰۰  | ۱۸ ژوئن ۱۹۹۹    | Crown Coliseum, Fayetteville, North Carolina, U.S.                   |                                                                       |
| ۷۲   | Win   | ۶۶–۶  | مائوریس هریس       | SD  | ۱۰            | Jul 29, 1997    | The Theater at Madison Square Garden , New York City, New York, U.S. |                                                                       |
| ۷۱   | Loss  | ۶۵–۶  | رایان نلسون        | SD  | ۱۲            | ۲۴ ژانویه ۱۹۹۷  | Brøndby Hall, Copenhagen, Denmark                                    | For IBO heavyweight title                                             |
| ۷۰   | Win   | ۶۵–۵  | آنتونی ویلیس       | KO  | 8 (10), ۱:۱۳  | ۱۶ ژوئن ۱۹۹۶    | Casino Magic, Bay St. Louis, Mississippi, U.S.                       |                                                                       |
| ۶۹   | Win   | ۶۴–۵  | Quinn Navarre      | UD  | ۱۰            | ۱۶ آوریل ۱۹۹۶   | Casino Magic, Bay St. Louis, Mississippi, U.S.                       |                                                                       |
| ۶۸   | Win   | ۶۳–۵  | Curtis Sheppard    | KO  | 4 (10), ۲:۴۱  | ۹ ژانویه ۱۹۹۶   | Casino Magic, Bay St. Louis, Mississippi, U.S.                       |                                                                       |
| ۶۷   | Win   | ۶۲–۵  | اد دونالدسون       | UD  | ۱۰            | ۱۹ سپتامبر ۱۹۹۵ | Casino Magic, Bay St. Louis, Mississippi, U.S.                       |                                                                       |
| ۶۶   | Loss  | ۶۱–۵  | الیور مک کال       | UD  | ۱۲            | Apr 8, 1995     | Caesars Palace, Paradise, Nevada, U.S.                               | For WBC heavyweight title                                             |
| ۶۵   | Win   | ۶۱–۴  | جس فرگوسون         | UD  | ۱۰            | ۸ سپتامبر ۱۹۹۴  | Mystic Lake Casino Hotel, Shakopee, Minnesota, U.S.                  |                                                                       |
| ۶۴   | Win   | ۶۰–۴  | Garing Lane        | UD  | ۱۰            | ۸ مارس ۱۹۹۴     | Foxwoods Resort Casino, Ledyard, Connecticut, U.S.                   |                                                                       |
| ۶۳   | Win   | ۵۹–۴  | خوزه ریبالتا       | UD  | ۱۰            | ۲۸ سپتامبر ۱۹۹۳ | Casino Magic, Bay St. Louis, Mississippi, U.S.                       |                                                                       |
| ۶۲   | Win   | ۵۸–۴  | Paul Poirier       | RTD | 6 (10), ۳:۰۰  | ۱۸ مه ۱۹۹۳      | Casino Magic, Bay St. Louis, Mississippi, U.S.                       |                                                                       |
| ۶۱   | Win   | ۵۷–۴  | Ken Lakusta        | RTD | 7 (10), ۳:۰۰  | ۱۳ آوریل ۱۹۹۳   | Casino Magic, Bay St. Louis, Mississippi, U.S.                       |                                                                       |
| ۶۰   | Win   | ۵۶–۴  | Rocky Pepeli       | RTD | 4 (10), ۳:۰۰  | ۹ مارس ۱۹۹۳     | Casino Magic, Bay St. Louis, Mississippi, U.S.                       |                                                                       |
| ۵۹   | Win   | ۵۵–۴  | Everett Martin     | UD  | ۱۰            | ۵ ژانویه ۱۹۹۳   | Coast Coliseum, Biloxi, Mississippi, U.S.                            |                                                                       |
| ۵۸   | Loss  | ۵۴–۴  | ایواندر هالیفیلد   | UD  | ۱۲            | Jun 19, 1992    | Caesars Palace, Paradise, Nevada, U.S.                               | For WBA, WBC, and IBF heavyweight titles                              |
| ۵۷   | Win   | ۵۴–۳  | ری مرسر            | UD  | ۱۲            | Feb 7, 1992     | Convention Hall, Atlantic City, New Jersey, U.S.                     |                                                                       |
| ۵۶   | Win   | ۵۳–۳  | Jamie Howe         | TKO | 1 (10), ۱:۵۷  | ۱۲ نوامبر ۱۹۹۱  | Coliseum, Jacksonville, Florida, U.S.                                |                                                                       |
| ۵۵   | Win   | ۵۲–۳  | Art Card           | UD  | ۱۰            | ۱۷ سپتامبر ۱۹۹۱ | Marriott's World Center, Orlando, Florida, U.S.                      |                                                                       |
| ۵۴   | Win   | ۵۱–۳  | Michael Greer      | KO  | 4 (10), ۱:۱۸  | ۲۴ اوت ۱۹۹۱     | Neal S. Blaisdell Arena, Honolulu, Hawaii, U.S.                      |                                                                       |
| ۵۳   | Win   | ۵۰–۳  | ادی گونزالس        | UD  | ۱۰            | ۱۳ اوت ۱۹۹۱     | Hyatt Regency, Tampa, Florida, U.S.                                  |                                                                       |
| ۵۲   | Win   | ۴۹–۳  | Tim Anderson       | TKO | 1 (10), ۲:۰۳  | ۷ آوریل ۱۹۹۱    | The Diplomat, Hollywood, Florida, U.S.                               |                                                                       |
| ۵۱   | Loss  | ۴۸–۳  | مایک تایسون        | TKO | 4 (12), ۲:۵۵  | Jan 22, 1988    | Convention Hall, Atlantic City, New Jersey, U.S.                     | For WBA, WBC, and IBF heavyweight titles                              |
| ۵۰   | Loss  | ۴۸–۲  | مایکل اسپینکز      | SD  | ۱۵            | ۱۹ آوریل ۱۹۸۶   | Las Vegas Hilton, Winchester, Nevada, U.S.                           | For IBF, and The Ring heavyweight titles                              |
| ۴۹   | Loss  | ۴۸–۱  | مایکل اسپینکز      | UD  | ۱۵            | ۲۱ سپتامبر ۱۹۸۵ | Riviera, Winchester, Nevada, U.S.                                    | Lost IBF, and The Ring heavyweight titles                             |
| ۴۸   | Win   | ۴۸–۰  | کارل ویلیامز       | UD  | ۱۵            | ۲۰ مه ۱۹۸۵      | Lawlor Events Center, Reno, Nevada, U.S.                             | Retained IBF, and The Ring heavyweight titles                         |
| ۴۷   | Win   | ۴۷–۰  | دیوید بی           | TKO | 10 (15), ۲:۵۸ | ۱۵ مارس ۱۹۸۵    | Riviera, Winchester, Nevada, U.S.                                    | Retained IBF, and The Ring heavyweight titles                         |
| ۴۶   | Win   | ۴۶–۰  | جیمز اسمیت         | TKO | 12 (15), ۲:۱۰ | ۹ نوامبر ۱۹۸۴   | Riviera, Winchester, Nevada, U.S.                                    | Retained IBF, and The Ring heavyweight titles                         |
| ۴۵   | Win   | ۴۵–۰  | مارویس فریزر       | TKO | 1 (12), ۲:۵۷  | ۲۵ نوامبر ۱۹۸۳  | Caesars Palace, Paradise, Nevada, U.S.                               | Retained The Ring heavyweight title                                   |
| ۴۴   | Win   | ۴۴–۰  | Scott Frank        | TKO | 5 (12), ۱:۲۸  | ۱۰ سپتامبر ۱۹۸۳ | Broadway by the Bay Theater, Atlantic City, New Jersey, U.S.         | Retained WBC, and The Ring heavyweight titles                         |
| ۴۳   | Win   | ۴۳–۰  | تیم ویترسپون       | SD  | ۱۲            | ۲۰ مه ۱۹۸۳      | Dunes, Paradise, Nevada, U.S.                                        | Retained WBC, and The Ring heavyweight titles                         |
| ۴۲   | Win   | ۴۲–۰  | Lucien Rodriguez   | UD  | ۱۲            | ۲۷ مارس ۱۹۸۳    | Watres Armory, Scranton, Pennsylvania, U.S.                          | Retained WBC, and The Ring heavyweight titles                         |
| ۴۱   | Win   | ۴۱–۰  | راندال کوب         | UD  | ۱۵            | ۲۶ نوامبر ۱۹۸۲  | Astrodome, Houston, Texas, U.S.                                      | Retained WBC, and The Ring heavyweight titles                         |
| ۴۰   | Win   | ۴۰–۰  | گری کانی           | TKO | 13 (15), ۲:۵۲ | Jun 11, 1982    | Caesars Palace, Paradise, Nevada, U.S.                               | Retained WBC, and The Ring heavyweight titles                         |
| ۳۹   | Win   | ۳۹–۰  | رنالدو اسپینز      | TKO | 11 (15), ۱:۰۵ | ۶ نوامبر ۱۹۸۱   | Civic Arena, Pittsburgh, Pennsylvania, U.S.                          | Retained WBC, and The Ring heavyweight titles                         |
| ۳۸   | Win   | ۳۸–۰  | لئون اسپینکز       | TKO | 3 (15), ۲:۳۴  | ۱۲ ژوئن ۱۹۸۱    | Joe Louis Arena, Detroit, Michigan, U.S.                             | Retained WBC, and The Ring heavyweight titles                         |
| ۳۷   | Win   | ۳۷–۰  | تروور بربیک        | UD  | ۱۵            | ۱۱ آوریل ۱۹۸۱   | Caesars Palace, Paradise, Nevada, U.S.                               | Retained WBC, and The Ring heavyweight titles                         |
| ۳۶   | Win   | ۳۶–۰  | محمد علی کلی       | RTD | 10 (15), ۳:۰۰ | Oct 2, 1980     | Caesars Palace, Paradise, Nevada, U.S.                               | Retained WBC heavyweight title; Won vacant The Ring heavyweight title |
| ۳۵   | Win   | ۳۵–۰  | اسکات لدوکس        | TKO | 7 (15), ۲:۰۵  | Jul 7, 1980     | Metropolitan Sports Center, Bloomington, Minnesota, U.S.             | Retained WBC heavyweight title                                        |
| ۳۴   | Win   | ۳۴–۰  | لروی جونز          | TKO | 8 (15), ۲:۵۶  | ۳۱ مارس ۱۹۸۰    | Caesars Palace, Paradise, Nevada, U.S.                               | Retained WBC heavyweight title                                        |
| ۳۳   | Win   | ۳۳–۰  | Lorenzo Zanon      | KO  | 6 (15), ۲:۳۹  | ۳ فوریه ۱۹۸۰    | Caesars Palace, Paradise, Nevada, U.S.                               | Retained WBC heavyweight title                                        |
| ۳۲   | Win   | ۳۲–۰  | ارنی شاورز         | TKO | 11 (15), ۲:۰۰ | ۲۸ سپتامبر ۱۹۷۹ | Caesars Palace, Paradise, Nevada, U.S.                               | Retained WBC heavyweight title                                        |
| ۳۱   | Win   | ۳۱–۰  | مایک ویور          | TKO | 12 (15), ۰:۴۴ | ۲۲ ژوئن ۱۹۷۹    | Madison Square Garden, New York City, New York, U.S.                 | Retained WBC heavyweight title                                        |
| ۳۰   | Win   | ۳۰–۰  | اوکی اوکاسیو       | TKO | 7 (15), ۲:۳۸  | ۲۳ مارس ۱۹۷۹    | Hilton, Winchester, Nevada, U.S.                                     | Retained WBC heavyweight title                                        |
| ۲۹   | Win   | ۲۹–۰  | آلفرودو اوانگلیستا | KO  | 7 (15), ۲:۱۴  | ۱۰ نوامبر ۱۹۷۸  | Caesars Palace, Paradise, Nevada, U.S.                               | Retained WBC heavyweight title                                        |
| ۲۸   | Win   | ۲۸–۰  | کن نورتون          | SD  | ۱۵            | ۹ ژوئن ۱۹۷۸     | Caesars Palace, Paradise, Nevada, U.S.                               | Won WBC heavyweight title                                             |
| ۲۷   | Win   | ۲۷–۰  | ارنی شاورز         | UD  | ۱۲            | ۲۵ مارس ۱۹۷۸    | Caesars Palace, Paradise, Nevada, U.S.                               |                                                                       |
| ۲۶   | Win   | ۲۶–۰  | Ibar Arrington     | TKO | 10 (10), ۱:۳۸ | ۵ نوامبر ۱۹۷۷   | Caesars Palace, Paradise, Nevada, U.S.                               |                                                                       |
| ۲۵   | Win   | ۲۵–۰  | Fred Houpe         | TKO | 7 (10), ۰:۴۷  | ۱۴ سپتامبر ۱۹۷۷ | Caesars Palace, Paradise, Nevada, U.S.                               |                                                                       |
| ۲۴   | Win   | ۲۴–۰  | Horace Robinson    | TKO | 5 (10)        | ۱۷ مارس ۱۹۷۷    | Roberto Clemente Coliseum, San Juan, Puerto Rico                     |                                                                       |
| ۲۳   | Win   | ۲۳–۰  | Tom Prater         | UD  | ۸             | ۱۶ ژانویه ۱۹۷۷  | یواس‌اس Lexington, Pensacola, Florida, U.S.                           |                                                                       |
| ۲۲   | Win   | ۲۲–۰  | Roy Williams       | UD  | ۱۰            | ۳۰ آوریل ۱۹۷۶   | Capital Centre, Landover, Maryland, U.S.                             |                                                                       |
| ۲۱   | Win   | ۲۱–۰  | Fred Askew         | TKO | 2 (10), ۲:۱۸  | ۵ آوریل ۱۹۷۶    | Capital Centre, Landover, Maryland, U.S.                             |                                                                       |
| ۲۰   | Win   | ۲۰–۰  | Joe Gholston       | TKO | 8 (10), ۲:۳۲  | ۲۹ ژانویه ۱۹۷۶  | Allan P. Kirby Field House, Easton, Pennsylvania, U.S.               |                                                                       |
| ۱۹   | Win   | ۱۹–۰  | بیلی جوینر         | TKO | 3 (10), ۲:۲۹  | ۲۰ دسامبر ۱۹۷۵  | Roberto Clemente Coliseum, San Juan, Puerto Rico                     |                                                                       |
| ۱۸   | Win   | ۱۸–۰  | Leon Shaw          | KO  | 1 (10)        | ۹ دسامبر ۱۹۷۵   | D.C. Armory, Washington, D.C., U.S.                                  |                                                                       |
| ۱۷   | Win   | ۱۷–۰  | Rodney Bobick      | TKO | 6 (10), ۲:۴۶  | ۱ اکتبر ۱۹۷۵    | Araneta Coliseum, Quezon City, Philippines                           |                                                                       |
| ۱۶   | Win   | ۱۶–۰  | Charlie James      | PTS | ۱۰            | ۲۶ اوت ۱۹۷۵     | International Center, Honolulu, Hawaii, U.S.                         |                                                                       |
| ۱۵   | Win   | ۱۵–۰  | Obie English       | TKO | 7 (10)        | ۱۶ اوت ۱۹۷۵     | Catholic Youth Center, Scranton, Pennsylvania, U.S.                  |                                                                       |
| ۱۴   | Win   | ۱۴–۰  | Ernie Smith        | KO  | 3 (8)         | ۱۶ مه ۱۹۷۵      | Convention Center, Winchester, Nevada, U.S.                          |                                                                       |
| ۱۳   | Win   | ۱۳–۰  | Robert Yarborough  | KO  | 4, ۲:۵۸       | ۲۶ آوریل ۱۹۷۵   | Maple Leaf Gardens, Toronto, Ontario, Canada                         |                                                                       |
| ۱۲   | Win   | ۱۲–۰  | اولیور رایت        | TKO | ۳             | ۹ آوریل ۱۹۷۵    | International Center, Honolulu, Hawaii, U.S.                         |                                                                       |
| ۱۱   | Win   | ۱۱–۰  | Charley Green      | KO  | 1 (8), ۱:۵۷   | ۲۴ مارس ۱۹۷۵    | Coliseum, Richfield, Ohio, U.S.                                      |                                                                       |
| ۱۰   | Win   | ۱۰–۰  | Joe Hathaway       | TKO | 1 (8), ۲:۴۷   | ۱۱ دسامبر ۱۹۷۴  | Catholic Youth Center, Scranton, Pennsylvania, U.S.                  |                                                                       |
| ۹    | Win   | ۹–۰   | Bob Mashburn       | TKO | 7 (8)         | ۲۹ مه ۱۹۷۴      | Catholic Youth Center, Scranton, Pennsylvania, U.S.                  |                                                                       |
| ۸    | Win   | ۸–۰   | Howard Darlington  | TKO | 4 (6), ۲:۲۳   | ۲۴ آوریل ۱۹۷۴   | Catholic Youth Center, Scranton, Pennsylvania, U.S.                  |                                                                       |
| ۷    | Win   | ۷–۰   | Kevin Isaac        | TKO | 3 (6), ۱:۰۵   | ۲۸ نوامبر ۱۹۷۳  | Cleveland Arena, Cleveland, Ohio, U.S.                               |                                                                       |
| ۶    | Win   | ۶–۰   | Jerry Judge        | PTS | ۶             | ۱۴ نوامبر ۱۹۷۳  | Catholic Youth Center, Scranton, Pennsylvania, U.S.                  |                                                                       |
| ۵    | Win   | ۵–۰   | Bob Bozic          | PTS | ۶             | ۱۰ سپتامبر ۱۹۷۳ | Madison Square Garden, New York City, New York, U.S.                 |                                                                       |
| ۴    | Win   | ۴–۰   | Don Branch         | PTS | ۶             | ۲۲ اوت ۱۹۷۳     | Catholic Youth Center, Scranton, Pennsylvania, U.S.                  |                                                                       |
| ۳    | Win   | ۳–۰   | Curtis Whitner     | TKO | 1 (4), ۲:۱۴   | ۲۰ ژوئن ۱۹۷۳    | Catholic Youth Center, Scranton, Pennsylvania, U.S.                  |                                                                       |
| ۲    | Win   | ۲–۰   | Art Savage         | TKO | 3 (4), ۱:۳۲   | ۲ مه ۱۹۷۳       | Catholic Youth Center, Scranton, Pennsylvania, U.S.                  |                                                                       |
| ۱    | Win   | ۱–۰   | Rodell Dupree      | PTS | ۴             | ۲۱ مارس ۱۹۷۳    | Catholic Youth Center, Scranton, Pennsylvania, U.S.                  |                                                                       |